# Samuel Brown

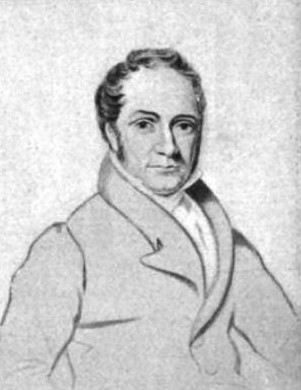
Samuel Brown

Samuel Brown was een Engelse ingenieur en uitvinder die gecrediteerd wordt met de ontwikkeling van een van de vroegste voorbeelden van een interne verbrandingsmotor tijdens de vroege 19e eeuw.
Brown, een kuiper van beroep, patenteerde ook verbeteringen aan machines voor de vervaardiging van vaten en andere cilinders en is beschreven als de 'vader' van de gasmotor. Tijdens zijn verblijf op Eagle Lodge in het gebied Brompton van West-Londen in de periode 1825 tot 1835 ontwikkelde hij de eerste gasmotor die werk produceerde en een mechanisch succes was. Op het terrein van de Lodge installeerde hij twee motoren voor demonstratiedoeleinden.

## De Brown gas-vacuümmachine
In octrooien van 4 december 1823 en 22 april 1826 stelde Brown voor om een gesloten ruimte te vullen met een gasvlam om zo de lucht te verdrijven waarna hij de vlam verkleinde door het condenseren van water. Er werd gebruikgemaakt van een luchtmotor om de gasstroom in het verkregen gedeeltelijke vacuüm te drijven. Het idee was overduidelijk gebaseerd op James Watt's condenserende stoommachine, waarbij een vlam werd gebruikt in plaats van stoom om een vacuüm te verkrijgen.
Brown ontwierp later een motor die waterstof als brandstof gebruikte, een vroeg voorbeeld van een interne verbrandingsmotor.

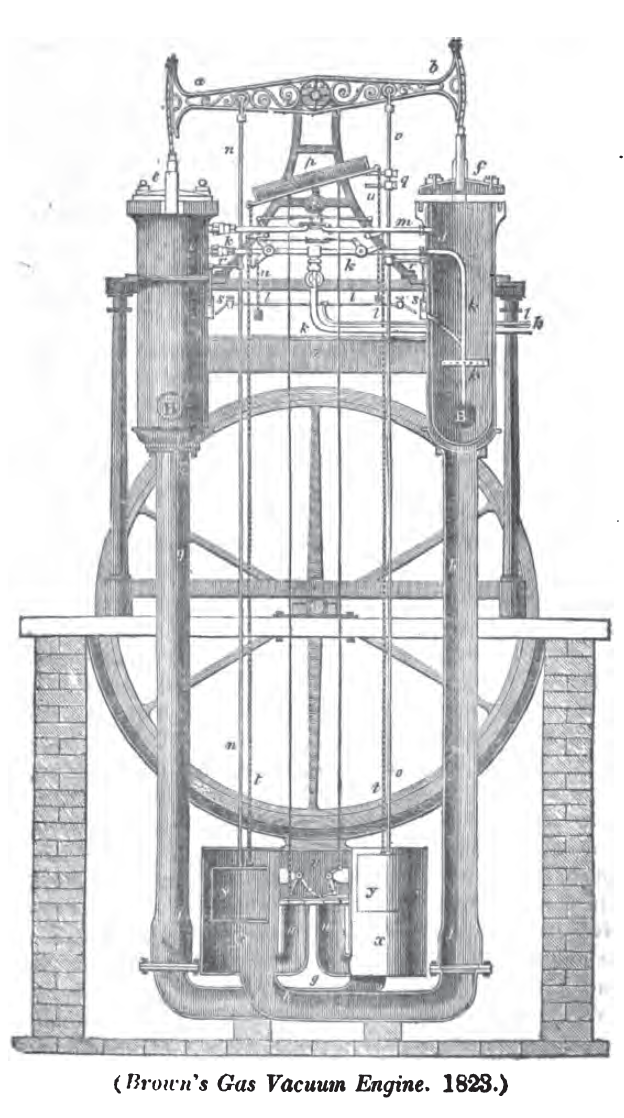
Doorsnede van de gas-vacuümmachine

Het was gebaseerd op een Newcomen stoommachine, met een aparte verbranding en werkende cilinders, en werd gekoeld door water dat in een omhulsel of cilinder voering, verspreid rond de cilinders (water werd voortdurend in beweging gehouden door de werking van een pomp en werd herkoeld door contact met de buitenlucht). Het had een capaciteit van 8.800 cc, maar werd op slechts 4 pk gewaardeerd. Hij testte de motor door het te gebruiken om een voertuig de heuvel Shooter's Hill op te rijden op 27 mei 1826.
"Mr. Samuel Brown paste zijn gas-vacuümmachine in 1826 toe ... op een koets, en reed Shooter's hill op tot de tevredenheid van de toeschouwers" De extra kosten voor het toepassen en gebruiken van een gas-vacuümmachine verhinderden dat de machine een succes werd.
De motor werd ook gebruikt om waterpompen en rivierboten aan te drijven. Brown richtte een vennootschap op om motoren voor boten en schepen te produceren waarvan wordt gezegd dat een snelheid van 8 mijlen per uur stroomopwaarts bereikt was. Het bedrijf werd geen succes.